# Збаразький Горілчаний Завод
ТОВ «Збаразький Горілчаний Завод» — українське підприємство, яке займається виробництвом горілок, настоянок та інших алкогольних напоїв. Підприємство розташоване в місті Збараж Тернопільської області, виготовляє продукцію під торговою маркою Kalganoff.

## Історія
У 1946 році ДП «Збаразькому заводу продтоварів» було виділено майданчик біля синагоги 1537 року — пам'ятки старовини, що охороняється ЮНЕСКО. З 1946 по 2000 рік на цьому заводі вироблялися виноградні, плодово-ягідні вина, соки, морси, мармелад, зефір, лікеро-горілчані вироби, і він набув всесоюзної популярності.
З 2000 по 2007 завод не експлуатувався у зв'язку з відсутністю у держави коштів на реконструкцію, на заміну застарілого обладнання та будівель і споруд які прийшли в непридатність. У 2007—2008 рр. проведена реконструкція ДП «Збаразького заводу продтоварів» у ТОВ «ЛГЗ Калганоф». Були капітально відремонтовані і відновлені всі будівлі і споруди, змонтовано абсолютно нове обладнання, облаштовано територію, проводилася реставрація синагоги.
З 2010 року на підприємстві було впроваджено систему управління якості яка відповідає стандарту ДСТУ ISO 9000:2009.